# Зирка (Башкортостан)
Зирка (баш. Зеркә) — деревня в Янаульском районе Башкортостана. Входит в Максимовский сельсовет.

## География
Расположена на речке Зирке. Расстояние до:
- районного центра (Янаул): 30 км,
- центра сельсовета (Максимово): 3 км,
- ближайшей ж/д станции (Янаул): 30 км

## История
В 1896 году упоминается выселок Зирок Кызылъяровской волости VII стана Бирского уезда Уфимской губернии с 26 дворами, 137 жителями (73 мужчины, 64 женщины) и мельницей.
В 1920 году Зирка (Зирки) — деревня той же волости. По официальным данным в ней проживало 197 человек (92 мужчины, 105 женщин) в 43 дворах, по данным подворного подсчёта — 179 татар и 37 башкир в 45 хозяйствах (всего 216 человек).
В 1926 году деревня относилась к Кызылъяровской волости Бирского кантона Башкирской АССР.
Во время Великой Отечественной войны действовал колхоз имени К. Маркса.
В 1982 году население деревни — около 120 человек.
В 1989 году — 37 человек (18 мужчин, 19 женщин).
В 2002 году — 23 человека (12 мужчин, 11 женщин), башкиры (100 %).
В 2010 году — 18 человек (9 мужчин, 9 женщин).

## Население
| 2002 | 2009 | 2010 |
| ---- | ---- | ---- |
| 23   | ↗26  | ↘18  |